# EuroLeague 2005/06
Die Saison 2005/06 war die 6. Spielzeit der EuroLeague unter Leitung der ULEB und die insgesamt 49. Saison des bedeutendsten Wettbewerbs für europäische Basketball-Vereinsmannschaften, der von 1958 bis 2000 von der FIBA unter verschiedenen Bezeichnungen organisiert wurde.
Den Titel gewann ZSKA Moskau. Für die Russen war es der erste Titelgewinn der EuroLeague. Viermal konnte ZSKA den Europapokal der Landesmeister gewinnen.

## Hauptrunde

### Vorrunde
In dieser ersten Phase traten die 24 Mannschaften aufgeteilt in drei Gruppen (A bis C) in Heim- bzw. Auswärtsspielen gegeneinander an bis ein jedes Team 14 Spiele absolviert hatte. Für die nächste Runde qualifizierten sich die fünf besten aus jeder Gruppe sowie der beste Gruppensechste.

### Gruppe A
| Team                  | Sp | S  | N  | P+   | P-   |
| --------------------- | -- | -- | -- | ---- | ---- |
| 1. TAU Ceramica       | 14 | 11 | 3  | 1130 | 976  |
| 2. Climamio Bologna   | 14 | 10 | 4  | 1114 | 989  |
| 3. Žalgiris Kaunas    | 14 | 9  | 5  | 1065 | 1037 |
| 4. Benetton Treviso   | 14 | 8  | 6  | 1142 | 1134 |
| 5. GHP Bamberg        | 14 | 7  | 7  | 975  | 1023 |
| 6. Olimpija Ljubljana | 14 | 5  | 9  | 1059 | 1080 |
| 7. Strasbourg IG      | 14 | 3  | 11 | 972  | 1058 |
| 8. AEK Athen          | 14 | 3  | 11 | 940  | 1100 |

### Gruppe B
| Team                       | Sp | S | N | P+   | P-   |
| -------------------------- | -- | - | - | ---- | ---- |
| 1. Maccabi Tel Aviv        | 14 | 9 | 5 | 1220 | 1135 |
| 2. Efes Pilsen Istanbul    | 14 | 9 | 5 | 1025 | 995  |
| 3. Lietuvos Rytas          | 14 | 8 | 6 | 1068 | 1012 |
| 4. Winterthur FC Barcelona | 14 | 7 | 7 | 1079 | 1021 |
| 5. Olympiakos Piräus       | 14 | 7 | 7 | 1085 | 1059 |
| 6. KK Cibona Zagreb        | 14 | 6 | 8 | 917  | 1054 |
| 7. Prokom Trefl            | 14 | 5 | 9 | 997  | 1066 |
| 8. AJ Milano               | 14 | 5 | 9 | 1036 | 1085 |

### Gruppe C
| Team                   | Sp | S  | N  | P+   | P-   |
| ---------------------- | -- | -- | -- | ---- | ---- |
| 1. Unicaja Málaga      | 14 | 12 | 2  | 1100 | 1015 |
| 2. Panathinaikos Athen | 14 | 12 | 2  | 1219 | 1063 |
| 3. ZSKA Moskau         | 14 | 10 | 4  | 1116 | 950  |
| 4. Real Madrid         | 14 | 7  | 7  | 1012 | 1004 |
| 5. Ülker Istanbul      | 14 | 5  | 9  | 1000 | 1055 |
| 6. Montepaschi Siena   | 14 | 4  | 10 | 1001 | 1055 |
| 7. EB Pau-Orthez       | 14 | 4  | 10 | 971  | 1103 |
| 8. Partizan Belgrad    | 14 | 2  | 12 | 978  | 1152 |

## Zwischenrunde (Top 16)
In der zweiten Phase der Euroleague wurden die verbliebenen 16 Mannschaften in vier Gruppen (D bis G) zu je vier Teams aufgeteilt. Dabei spiegelte sich das Abschneiden aus der Regulären Saison in der Setzliste für die Auslosung wider. Auch in dieser Phase traten die Mannschaften einer jeden Gruppe in Hin- und Rückspielen gegeneinander an. Die zwei besten Teams jeder Gruppe qualifizierten sich dabei für die nächste Runde.

### Gruppe D
| Team                       | Sp | S | N | P+  | P-  |
| -------------------------- | -- | - | - | --- | --- |
| 1. Winterthur FC Barcelona | 6  | 5 | 1 | 448 | 434 |
| 2. Olympiakos Piräus       | 6  | 4 | 2 | 490 | 450 |
| 3. Unicaja Málaga          | 6  | 3 | 3 | 447 | 435 |
| 4. Zalgiris Kaunas         | 6  | 0 | 6 | 430 | 489 |

### Gruppe E
| Team                | Sp | S | N | P+  | P-  |
| ------------------- | -- | - | - | --- | --- |
| 1. Maccabi Tel Aviv | 6  | 5 | 1 | 491 | 448 |
| 2. Real Madrid      | 6  | 4 | 2 | 446 | 412 |
| 3. Climamio Bologna | 6  | 2 | 4 | 469 | 477 |
| 4. Ülker Istanbul   | 6  | 1 | 5 | 415 | 484 |

### Gruppe F
| Team              | Sp | S | N | P+  | P-  |
| ----------------- | -- | - | - | --- | --- |
| 1. ZSKA Moskau    | 6  | 5 | 1 | 441 | 391 |
| 2. TAU Ceramica   | 6  | 4 | 2 | 453 | 422 |
| 3. Lietuvos Rytas | 6  | 3 | 3 | 422 | 427 |
| 4. GHP Bamberg    | 6  | 0 | 6 | 374 | 450 |

### Gruppe G
| Team                   | Sp | S | N | P+  | P-  |
| ---------------------- | -- | - | - | --- | --- |
| 1. Panathinaikos Athen | 6  | 3 | 3 | 447 | 419 |
| 2. Efes Pilsen         | 6  | 3 | 3 | 446 | 447 |
| 3. Benetton Treviso    | 6  | 3 | 3 | 476 | 488 |
| 4. Cibona Zagreb       | 6  | 3 | 3 | 458 | 473 |

## Viertelfinale
In einem Modus „Best of Three“ traten die verbliebenen acht Teams in vier Mannschaftsbegegnungen gegeneinander an. Die Gruppenersten aus der zweiten Phase genossen dabei bei einem eventuell benötigten dritten Entscheidungsspiel Heimrecht. Die vier Mannschaften, welche diese Duelle für sich entscheiden konnten, qualifizierten sich für das Final-4-Turnier.
Die Viertelfinalspiele fanden zwischen dem 4. und 13. April 2006 statt.
| Paarung                 | Paarung | Paarung           | 1. Spiel | 2. Spiel | 3. Spiel |
| ----------------------- | ------- | ----------------- | -------- | -------- | -------- |
| Winterthur FC Barcelona | -       | Real Madrid       | 72:58    | 78:84    | 76:70    |
| Maccabi Tel Aviv        | -       | Olympiakos Piräus | 87:78    | 70:76    | 77:73    |
| ZSKA Moskau             | -       | Efes Pilsen       | 66:57    | 75:71    | -        |
| Panathinaikos Athen     | -       | TAU Ceramica      | 84:72    | 79:85    | 71:74    |

## Final Four Turnier
In einem Turnier das innerhalb eines Wochenendes stattfand, traten je zwei Mannschaften in Halbfinals gegeneinander an. Die Sieger qualifizierten sich für das Finale aus dem der Sieger der EuroLeague hervorging.

### Halbfinale
Die Halbfinalspiele fanden am 28. April statt.
| Paarung                 | Paarung | Paarung      | Ergebnis |
| ----------------------- | ------- | ------------ | -------- |
| Winterthur FC Barcelona | -       | ZSKA Moskau  | 75:84    |
| Maccabi Tel Aviv        | -       | TAU Ceramica | 85:70    |

### Spiel um Platz 3
Das Spiel fand am 30. April statt.
| Paarung                 | Paarung | Paarung      | Ergebnis |
| ----------------------- | ------- | ------------ | -------- |
| Winterthur FC Barcelona | -       | TAU Ceramica | 82:87    |

### Finale
Das EuroLeague Finale fand am 30. April 2006 in der Sazka Arena in Prag, statt.
| Paarung          | ZSKA Moskau – Maccabi Tel Aviv |
| Ergebnis         | 73:69 |
| Datum            | 30. April 2006 |
| Stadion          | Sazka Arena, Prag |
| Zuschauer        | 16.805 |
| Schiedsrichter   | Carl Jungebrandt, Stelios Koukoulekidis, Ilija Belosevic |
| ZSKA Moskau      | Theodoros Papaloukas 18 Punkte, Nikita Kurbanow, Sergej Panow, Wassili Sawurew, Matjaž Smodiš 12, David Vanterpool 16, Jon Robert Holden 6, Sachar Paschutin, Wladimir Djachok, Aleksei Sawrasenko 10, Trajan Langdon 11, Tomas van den Spiegel Trainer: Ettore Messina |
| Maccabi Tel Aviv | Maceo Baston 6, Derrick Sharp 3, Nikola Vujčić 4, Anthony Parker 10, Tal Burstein 9, Sharon Shason, Assaf Dotan, Omri Casspi, Will Solomon 20, Kirk Penney 3, Jamie Arnold 14, Yaniv Green Trainer: Pini Gershon                                                        |

## Auszeichnungen

### MVP der Euroleague Saison 2005–2006

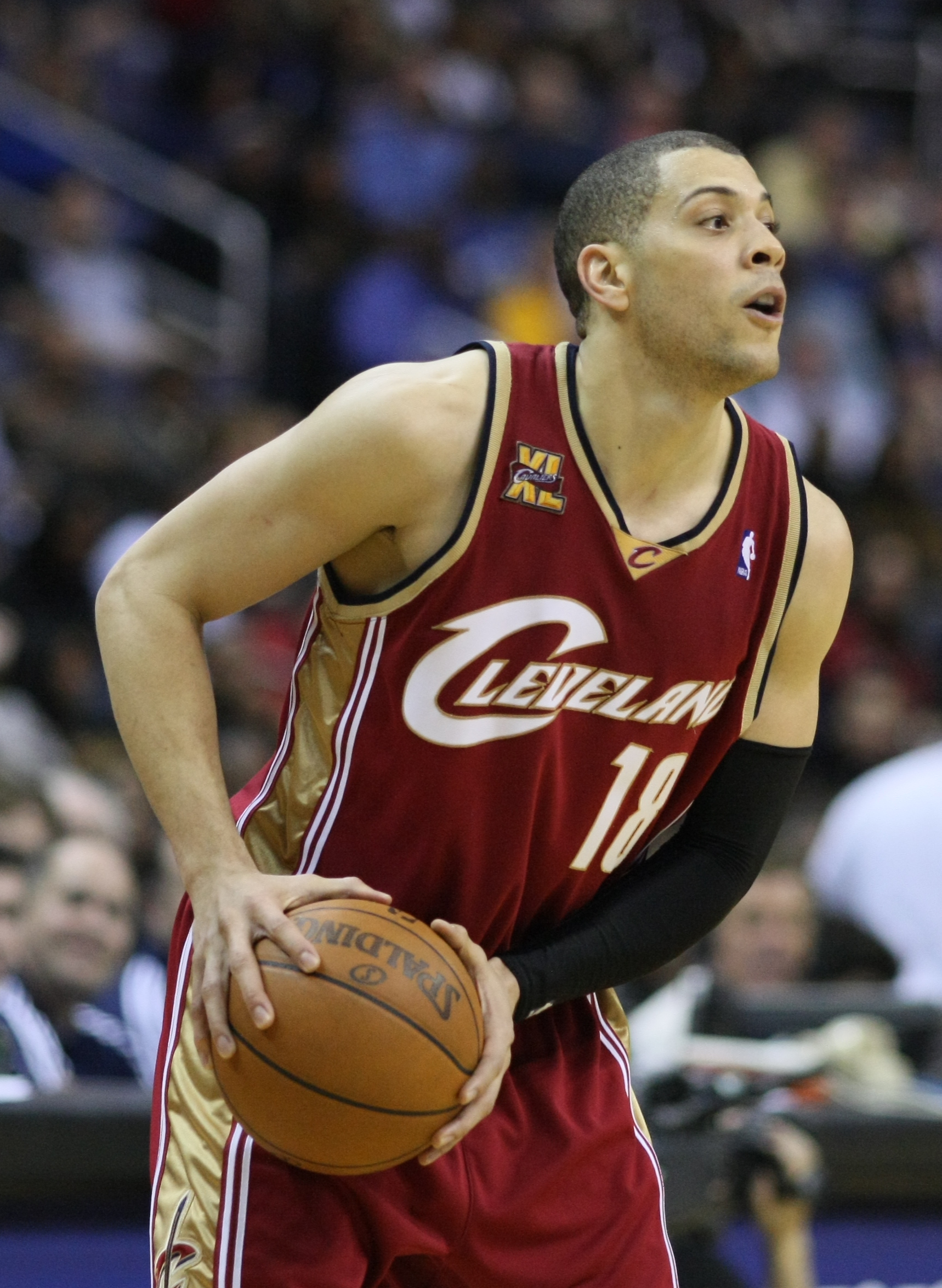
Regular Season MVP: Anthony Parker

- Anthony Parker (Maccabi Tel Aviv)

### Final Four MVP

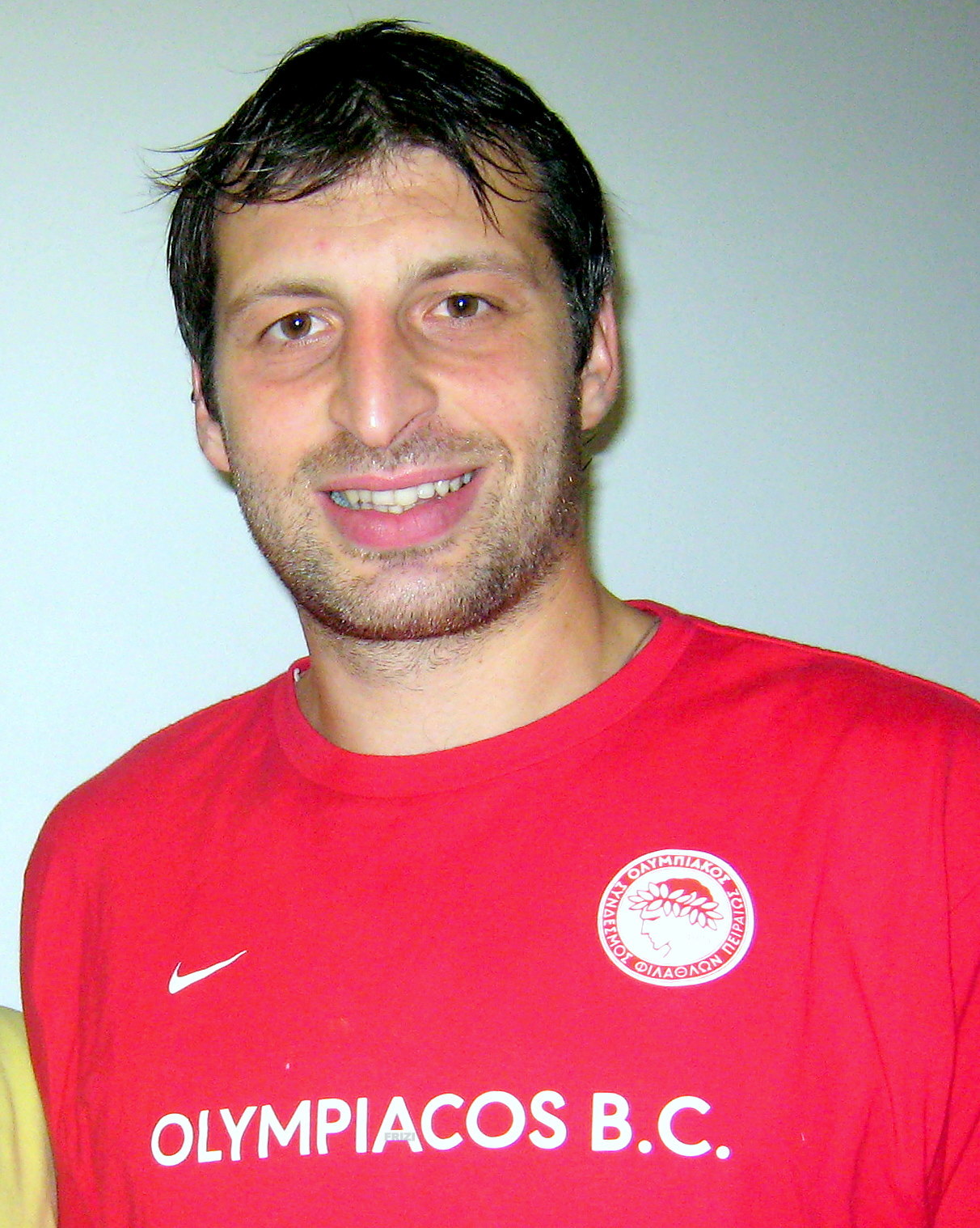
Final Four MVP: Theodoros Papaloukas

- Theodoros Papaloukas (ZSKA Moskau)

### All Euroleague First Team 2005–2006
- Theodoros Papaloukas (ZSKA Moskau)
- Juan Carlos Navarro (Winterthur Barcelona)
- Anthony Parker (Maccabi Tel Aviv)
- Luis Scola (TAU Ceramica)
- Nikola Vujčić (Maccabi Tel Aviv)

### All Euroleague Second Team 2005–2006
- Pablo Prigioni (TAU Ceramica)
- Vasilios Spanoulis (Panathinaikos Athen)
- Trajan Langdon (ZSKA Moskau)
- Jorge Garbajosa (Unicaja Málaga)
- Darjuš Lavrinovič (Zalgiris Kaunas)

### Bester Verteidiger
- Dimitrios Diamantidis (Panathinaikos Athen)

### Rising Star Trophy
- Andrea Bargnani (Benetton Treviso)

### Alphonso Ford Top Scorer Trophy
- Drew Nicholas (Benetton Treviso)

### Alexander Gomelsky Coach of the Year
- Ettore Messina (ZSKA Moskau)

### Trainer des Jahres (Alexander Gomelski Trophy)
- Sergey Kushchenko (ZSKA Moskau)

### MVP des Monats
- November:  Kaya Peker (Efes Pilsen)
- Dezember:  Jorge Garbajosa (Unicaja Málaga)
- Januar:  Juan Carlos Navarro (FC Barcelona)
- Februar:  Tyus Edney (Olympiakos)
- März:  Maceo Baston (Maccabi)
- April:  Trajan Langdon (ZSKA Moskau)